# Малый Пинеж
Малый Пинеж (горномар. Изи Пӹньӹж) — деревня в Килемарском районе Республики Марий Эл. Входит в состав Нежнурского сельского поселения.

## География
Находится в западной части республики Марий Эл на расстоянии приблизительно 23 км по прямой на северо-запад от районного центра посёлка Килемары.

## История
Известна с 1782 года. Основана марийскими переселенцами из Вятской и Нижегородской губерний. В 1836 году в деревне в 8 дворах проживали 48 человек, в 1927 году был отмечен 45 дворов и 231 житель, в 1939 году проживали 238 человек. В 1962 году было 45 хозяйств, проживали 197 человек. С 1931 года деревня была передана их Нижегородской области в Марийскую автономную область. В советское время работали колхозы «Мари», «Новый путь» и «Рассвет».

## Население
Население составляло 29 человек (мари 83 %) в 2002 году, 24 в 2010.